# La Venere di Chicago
La Venere di Chicago (Wabash Avenue) è un film statunitense del 1950 diretto da Henry Koster.
Si tratta del remake del film del 1943 L'isola delle sirene (Coney Island), diretto da Walter Lang.